# أبيجيت (الناكشترات)

يوضح هذا الرسم التوضيحي موقع النجم Vega داخل كوكبة Lyra

أبيجيت أو أبهيجيت (بالإنجليزية: Abhijit)‏ واحد من الأبراج السبعة والعشرين عند الهنود، ويسمون الناكشترات. والناكشتراس في الميثولوجيا الهندوسية هم النجوم، الأتباع المقدسون عند إندرا. وهي إلهة الحظ في الديانة الهندوسية، وربما كانت إلهة إحدى النجوم. وهي ابنة دكسا [الإنجليزية] ورفيقة كاندرا.